# Kayukawa Shinji
 (avril 2022).
La mise en forme du texte ne suit pas les recommandations de Wikipédia : il faut le « wikifier ».
Les points d'amélioration suivants sont les cas les plus fréquents. Le détail des points à revoir est peut-être précisé sur la page de discussion.
- Les titres sont pré-formatés par le logiciel. Ils ne sont ni en capitales, ni en gras.
- Le texte ne doit pas être écrit en capitales (les noms de famille non plus), ni en gras, ni en italique, ni en « petit »…
- Le gras n'est utilisé que pour surligner le titre de l'article dans l'introduction, une seule fois.
- L'italique est rarement utilisé : mots en langue étrangère, titres d'œuvres, noms de bateaux, etc.
- Les citations ne sont pas en italique mais en corps de texte normal. Elles sont entourées par des guillemets français : « et ».
- Les listes à puces sont à éviter, des paragraphes rédigés étant largement préférés. Les tableaux sont à réserver à la présentation de données structurées (résultats, etc.).
- Les appels de note de bas de page (petits chiffres en exposant, introduits par l'outil «  Source ») sont à placer entre la fin de phrase et le point final[comme ça].
- Les liens internes (vers d'autres articles de Wikipédia) sont à choisir avec parcimonie. Créez des liens vers des articles approfondissant le sujet. Les termes génériques sans rapport avec le sujet sont à éviter, ainsi que les répétitions de liens vers un même terme.
- Les liens externes sont à placer uniquement dans une section « Liens externes », à la fin de l'article. Ces liens sont à choisir avec parcimonie suivant les règles définies. Si un lien sert de source à l'article, son insertion dans le texte est à faire par les notes de bas de page.
- La présentation des références doit suivre les conventions bibliographiques. Il est recommandé d'utiliser les modèles {{Ouvrage}}, {{Chapitre}}, {{Article}}, {{Lien web}} et/ou {{Bibliographie}}. Le mode d'édition visuel peut mettre en forme automatiquement les références.
- Insérer une infobox (cadre d'informations à droite) n'est pas obligatoire pour parachever la mise en page.

Pour une aide détaillée, merci de consulter Aide:Wikification.
Si vous pensez que ces points ont été résolus, vous pouvez retirer ce bandeau et améliorer la mise en forme d'un autre article.

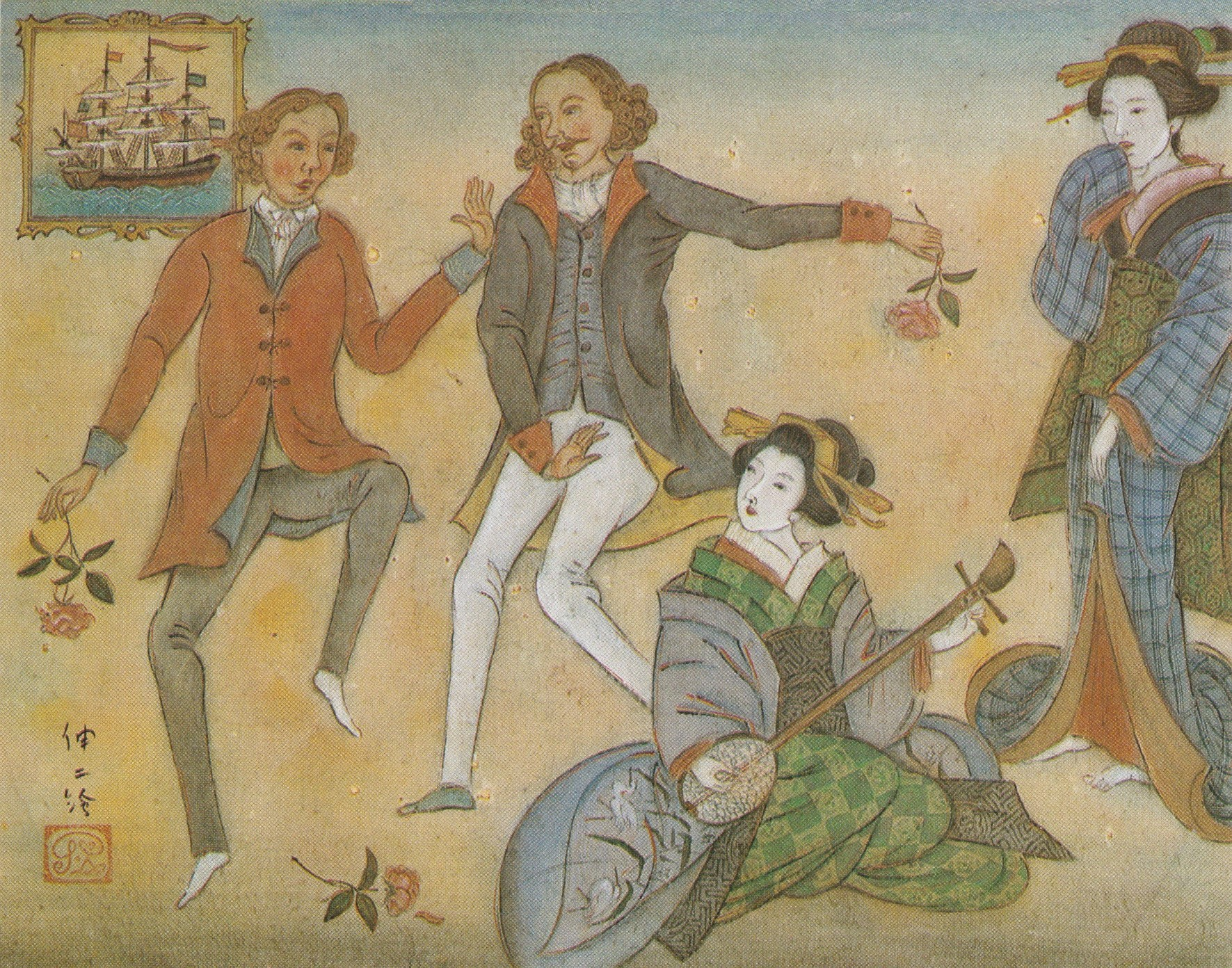
Hollandais s'amusant

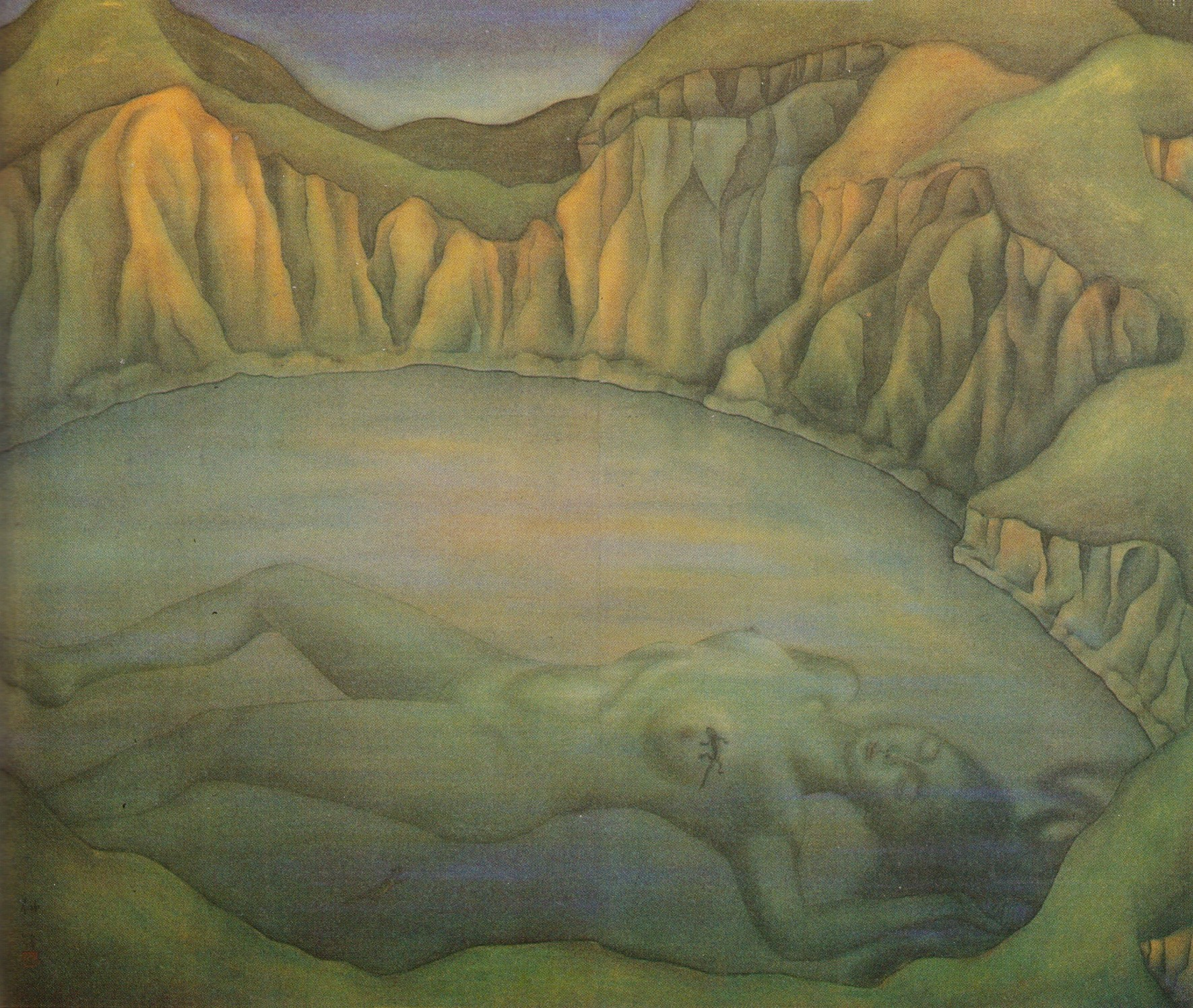
Spectacle magique

Kayukawa Shinji (japonais : 粥川 仲二 (né en 1896 à Sakai (préfecture d'Osaka) et mort en 1949) est un peintre japonais du courant artistique Nihonga durant les ères Taishō et Shōwa.

## Biographie
Kayukawa Shinji fréquente l'école de commerce Ōkura (大倉商業学校, Ōsaka shōgyō gakkō) à Osaka, mais abandonne et a décide de devenir peintre. Il suit d'abord les cours du peintre Yamaguchi Sōhei (山口草平; 1882-1962), puis se rend à Kyoto et étudie auprès de Tsuchida Bakusen.
En 1918, lorsque l'association d'artistes "Kokuga sōsaku kyōkai" (国画創作協会) se réunit et ouvre sa première exposition, le tableau "Hollandais s'amusant" (紅毛人遊興図 ) est accepté.
Cependant, sa peinture "Ferry" (人買船, Hitokaibune) est rejetée lors de la 3ème exposition. Les choses s'améliorent par la suite : il est présent à la 4ème exposition avec le tableau « Magical Sight » (妖影, Yōkei), à la 5ème avec le tableau « Good Old Nagasaki » (長崎懐古, Nagasaki Kaiko), à la 6ème avec le image "Vue de Kitano les jours de foire" (北野緑日所見; Kitano ennichi shoken), et à la 7ème avec l'image "Jour de congé" (休日, Kyūjitsu) et "Couverture de miroir etc." (鏡袋など, Kagamibukuro nado) .
Un de ses thèmes principaux est l'époque d'Edo avec les étrangers à Nagasaki, mais aussi des nymphes dans l'eau (avec plaisir dans le détail : un lézard court sur la poitrine de la nymphe, un coquillage sur la berge), ainis des nus, qu'ilpeint dans un façon très réaliste.
En 1924, il est candidat pour devenir membre de l'assocaition (会友, Kaiyū), deux ans plus tard, il est enfin accepter. L'association des artistes se dissout trois ans plus tard, en 1928. La même année, l'association d'artistes "Shinjusha" (新樹社) est fondée.
L'année suivante il expose les tableaux « Maiko de Nagasaki » (長崎の舞妓, Nagasako no maiko), « Éléphant venu par bateau de l'étranger » (象舶来, Zō hakurai) et « Arrivée d'un navire hollandais » (蘭船入津; Ransen nyūshin).a démontré sa capacité de travail.
Après la dissolution du collectif Shinjusha après sa 2e exposition, Kayukawa expose à la série d'expositions de Nihon Bijutsuin.
Il décède à l'âge de 52 ans.

## Référence
1. ↑  Kayukawa aimait utiliser des termes de la période Edo pour les titres d'images et en créa également de nouveaux.
2. ↑  Par Kitano, il faut comprendre le temple Kitano Tenman-gū de Kyoto. Au Japon, les foires et les marchés aux puces ont souvent lieu dans les cours des temples.